# Компромисс (фильм)
«Компромисс» (англ. Trade-Off) — фильм режиссёра Эндрю Лэйна.

## Сюжет
Том и Карен несчастливы и планируют развод после того как продадут жильё. На работе у Тома неприятности. В баре Джеки очаровывает его, и у них завязываются отношения. Она жалуется на оскорбления мужа, он жалуется на несбывшиеся мечты. Тогда она предлагает убить супругов друг друга

## В ролях
- Тереза Расселл — Джеки Дэниэлс
- Адам Болдуин — Томас Хьюджис
- Барри Праймус — детектив Голд
- Миган Гэллагер — Карен Хьюджис
- Пэт Скиппер — Кирк Дэниэлс
- Джули Аптон — Сьюзан

## Съёмочная группа
- Режиссёр: Эндрю Лэйн
- Продюсер: Эндрю Лэйн
- Исполнительные продюсеры: Оэл Ливайн, Уэйн Кроуфорд
- Оператор: Стивен Бернстайн
- Художник: Фредерик С. Уайлер
- Композитор: Дэвид МакХью
- Монтаж: Бернард Гриббл